# Fabian Wiede
Fabian Wiede (Bad Belzig, 8 de febrero de 1994) es un jugador de balonmano alemán que juega de lateral derecho en el Füchse Berlin. Es internacional con la Selección de balonmano de Alemania.
Con la selección ha ganado la medalla de oro en el Campeonato Europeo de Balonmano Masculino de 2016 y la medalla  de bronce en los Juegos Olímpicos de Río de Janeiro 2016.

## Palmarés

### Füchse Berlin
- Copa de Alemania de balonmano (1): 2014
- Copa EHF (2): 2015, 2018
- Mundialito de clubes (2): 2015, 2016
- Liga Europea de la EHF (1): 2023
- Liga de Alemania de balonmano (1): 2025

## Clubes
- Füchse Berlin (2012- )